# Juan Arce Mayora
Juan Arce Mayora (Vitoria, 20 de agosto de 1885 - ?) fue un militar español leal a la República durante el periodo de la guerra civil española.

## Biografía
Durante el período de la Segunda República fue uno de los oficiales fundadores de la Unión Militar Republicana Antifascista (UMRA).
Al comenzar la Guerra civil tenía el rango de Teniente coronel. En su actuación de la defensa de Madrid bajo el mando de la 43.ª Brigada Mixta hasta el 26 de noviembre de 1936 (perteneciente a la 6.ª División), fue encargado de la defensa del sector de la carretera de Extremadura. Posteriormente estuvo al frente de las divisiones 6.ª y 9.ª en el Frente del Centro. Durante un breve período también mandó el IV Cuerpo de Ejército, que cubría el frente de Guadalajara. Más adelante, mandaría la 37.ª División en el Frente de Extremadura. A comienzos de 1939 se encontraba al frente de la Academia de oficiales del Ejército Popular de la República. 
Tras el final de la contienda, se exilió de España y, ya durante la Segunda Guerra Mundial, fue oficial de las Fuerzas Francesas Libres.